# Ватерлоо-талер
Ватерлоо-талер (нем. Waterloo-Taler) — название памятного союзного талера королевства Ганновер 1865 года, отчеканенного в честь 50-летия битвы при Ватерлоо, в которой на стороне победителей участвовали ганноверские войска.
Монета отчеканена по действующим на тот момент нормам венской монетной конвенции, согласно которой из одного таможенного фунта чистого серебра (500 г) следовало выпускать 30 союзных талеров. Номинал и содержание благородного металла указаны на гурте — «30 EIN PFUND F. ~ • ~ EIN THALER ~ • ~».
Монета отчеканена тиражом в 15 тысяч экземпляров. Она являлась не только памятной, но и донативной, так как предназначалась для подарков выходившим на пенсию ветеранам.